# نویفارن این نیدربایرن
نویفارن این نیدربایرن (به آلمانی: Neufahrn in Niederbayern) یک شهر در آلمان است که در بایرن واقع شده‌است.

## خصوصیات
نویفارن این نیدربایرن ۳۸٫۷۶ کیلومترمربع مساحت دارد ۴۰۴ متر بالاتر از سطح دریا واقع شده‌است.

## خواهرخوانده
شهرهای فوتزا و Broons خواهرخوانده‌های نویفارن این نیدربایرن هستند.